# Pamela Ferrari
Pamela Ferrari (Latina, 30 aprile 1974) è un'ex cestista italiana.

## Carriera
Ala, ha giocato in Serie A1 con Cesena, Marino, Faenza e  Alcamo. Ha vinto uno scudetto con Cesena. Ha partecipato ai Goodwill Games con la Nazionale italiana.

## Palmarès
- Campionato italiano: 1
Cesena: 1989-90